# A bagdadi tolvaj (film, 1940)
A bagdadi tolvaj (eredeti cím: The Thief of Bagdad) 1940-ben bemutatott brit romantikus film. Az 1924-ben készült azonos című film Technicolor technikával készült színes újrafeldolgozása, több lényeges eltéréssel. Oscar-díjas angol film, melynek producere Korda Sándor volt, de a közhiedelemmel ellentétben nem ő rendezte, hanem nagyon kalandos módon társrendezők, így többek között a legendás Michael Powell. Művészeti vezetője, díszlettervezője azonban Korda Sándor egyik testvére, Korda Vince volt, aki ezért a munkájáért Oscar-díjat kapott (a film három vizuális Oscarjának egyikét). A 102 perces mesefilm az első színes szuperprodukciók egyike. 
A filmet a London Film Company gyártotta, azonban a második világháború kitörése miatt Kaliforniában fejezték be.
A film az Ezeregyéjszaka ismert történetén alapuló családi, romantikus kalandfilm, gyermekeknek és szüleiknek egyaránt érdekes. A legjellegzetesebb szereplő Ja'far ibn Yahya, korának egyik legbölcsebb tudósa, aki démonizált negatív főhős a mesegyűjteményben.
A filmben intenzíven használták a bluebox technikát és a vágási trükköket.

## Cselekmény
|  | Alább a cselekmény részletei következnek! |

Az arab reneszánsz idején Bagdadban Ahmed, egy fiatal, vak koldus bolyong a kutyájával, és miközben elvesztett szerelmesét keresi, elmeséli addigi élete kalandos történetét.
Többször ugrálva az emlékek és a jelen között a közelmúltban egy fiatal, ágyékkötős fiút látunk, Abut, aki a bagdadi utcákon lopásból tartja fenn magát, amit mókának tart, még olyankor is, ha megkergetik a megkárosított árusok. Bagdadban Ahmed, a fiatal herceg uralkodik, azonban a néppel a sötét lelkű tanácsadója, Dzsaffar kegyetlenkedik. Ahmed elhatározza, megtudja mit gondolnak az alattvalói az uralkodásáról. Amikor azonban keresni kezdik a katonái, Abuval együtt egy csónakkal Baszrába utaznak.
Itt fúvósok jelzik, hogy a hercegnő fog áthaladni, mire mindenki fejvesztve menekülni kezd, mivel a hercegnőt - azonnal halálbüntetés veszélyét kockáztatva - senki nem pillanthatja meg. Ahmed azonban nagyon kíváncsi rá, és lopva megpillantja, amint díszes kísérete közepén egy elefánt hátán utazva elhalad előtte. Ahmed egyből elhatározza, hogy még egyszer látnia kell a hercegnőt. Megígéri Abunak, hogy ha segít neki ebben, utána elutaznak innen.
Másnap belopóznak a palota kertjébe, ahol a hercegnő a tó mélyén megpillantja Ahmedet, ezért azt gondolja róla, hogy egy dzsinn. Ahmed azonban egy fa tetején van, és csak az arca tükröződik a víz felszínén. Elárulja neki, hogy ő nem dzsinn. A hercegnőnek igen megtetszik az ifjú, és elcsattan néhány szenvedélyes csók. Ahmed megígéri, hogy másnap is eljön, bár a hercegnő figyelmezteti, hogy a kertet szigorúan őrzik.
Dzsaffar ezalatt a herceg helyett uralkodik, és megérkezik a baszrai szultánhoz, akiről köztudott, hogy igencsak szereti a kisebb-nagyobb mechanikus szerkezeteket.  Dzsaffar egy géplovat hoz neki ajándékba, amivel a szultán apró repülést végez a város csodálkozó lakóinak feje felett. A szultán mindenáron szeretné megtartani a lovat, de Dzsaffar a szultán lányának kezét kéri cserébe, amit a szultán kisebb vívódás után odaad neki. A hercegnő ezt meghallva egyszerű ruhába öltözik, és egymagában, lovon vágtatva elindul a nővéréhez Szamarkandba. A hercegnőt keresni kezdik a palotában, de csak a két koldust találják meg a kertben, akiket elfognak. Ahmed felismeri tanácsadóját, Dzsaffárt, ő azonban elvarázsolja, amivel vakká teszi. Abut pedig kutyává változtatja.
A jelenben Ahmed megtudja, hogy a hercegnőt rabszolga-kereskedők elfogták és eladták egy gazdag kereskedőnek, azonban a hercegnő azóta mély álomba esett, amiből senki nem tudja felébreszteni. Ahmed vállalkozik rá, hogy ő fel tudja ébreszteni. Ahmed a már korábban elhangzott párbeszéddel felébreszti a hercegnőt, azonban el kell hagynia a helyszínt, mielőtt a hercegnő tulajdonosa hazaérkezik. Egy komorna azt mondja a hercegnőnek, hogy vissza tudja adni a vak koldus látását egy híres szemorvos, aki éppen a városban van. Azonban ez csapdának bizonyul, a hercegnőt egy hajóra csalják, ami azonnal kifut a tengerre. A „tulajdonos” és a „híres szemorvos” ugyanaz a személy: Dzsaffar. Dzsaffar azonban hajlandó rá, hogy visszaadja Ahmed látását és újból emberré változtatja a kutyáját, ha a hercegnő engedi, hogy ő megölelje, és valóban betartja a szavát. Dzsaffar azonban még többet akar: hogy a hercegnő szeresse őt. Azt mondja neki, hogy mivel Ahmed újból lát, észrevesz más asszonyokat és őt el fogja felejteni. Azonban egy apró csónakon Ahmed és Abu közeledik a hajóhoz. Dzsaffar a varázserejével szélvihart támaszt, ami elsodorja a csónakot, ami végül szétesik, amikor egy lakatlan szigetnél partot ér.
A hercegnő visszaérkezik Baszrába, a palotájába, ahol arra kéri az apját, ne adja őt oda Dzsaffarnak. Apja megígéri, hogy amíg ő életben van, erre nem fog sor kerülni. Azonban Dzsaffar is hallja a párbeszédet és egy újabb mechanikus szerkezettel megöleti a szultánt.
Abu a lakatlan parton egy palackot talál, amiből kihúzva a dugót egy hatalmas termetű dzsinn bújik elő, akit kétezer éve zártak be oda. A dzsinn el akarja pusztítani a fiút, de ő furfangosan visszazárja a palackba a dzsinnt, majd azzal a feltétellel engedi ki, hogy teljesíti három kívánságát. Abu szeretné megtalálni Ahmedet, erre a feladatra a dzsinn szerint egy mindent látó szem lenne alkalmas, amit azonban fegyveresek nagyon őriznek egy buddhista templomban. A dzsinn elviszi oda a fiút, de a szem ellopására nem vállalkozik, mert az szerinte lehetetlen. Abu azonban nehezen, de megszerzi a követ, amiben meglátja Ahmedet. A dzsinn Abuval odarepül, ahol Ahmed magas sziklák között bujkál. Abu megmutatja neki a mindent látó szemet, amiben megpillantják a hercegnőt, amint egy kék rózsát készül megszagolni. Ahmed tudja, hogy annak neve „a feledés kék rózsája”, mert aki beleszagol, az elfelejti korábbi életét. A közelben figyelő Dzsaffar örömmel faggatja a hercegnőt, hogy mi a neve, majd örömmel állapítja meg, hogy a hercegnő mindent elfelejtett (tehát Ahmedet is). Ahmed megharagszik Abura, amiért megmutatta neki a kristályt, és azt kívánja, bárcsak Bagdadban lenne - ez a kívánság azonnal teljesül, és a dzsinn gúnyos kacajra fakad, mert ezzel teljesítette a három kívánságot. Azzal nem törődik, hogy kiszabadítója és korábbi gazdája, Abu hogyan keveredik le a hegyről.
Ahmed egyenesen a palotába érkezik, ahol rövid viaskodás után az őrök elfogják. A hercegnővel együtt egy kínzókamrába kerülnek, egymással szemben, megkötözve. Abu nem tudja, mit tehetne, dühében összetöri a minden látó szemet, mire a hegy rázkódni kezd, ő pedig lezuhan, de nem hal meg, hanem egy sivatagban lévő sátortábort pillant meg, amiben csupa ősz szakállú öregembert talál. Azt mondják, hogy ez „a mesék országa”, és hogy ő, Abu lesz ennek az örököse. Az öreg király két tárgyat máris átad Abunak: egy nyílvesszőkkel teli tegezt, és egy íjat, amivel csak az igaztalant szabad célba vennie. Majd figyelmezteti, hogy itt minden az övé lesz, kivéve egy repülő szőnyeget, mert arra neki lesz szüksége, amikor meghal, hogy azon utazzon a Paradicsomba. Abunak azonban még nagyobb szüksége van a szőnyegre, mert az el tudná repíteni Bagdadba, hogy ott ő segíthessen Ahmednek. Ezért meggyőzi magát, hogy el kell lopnia a szőnyeget. Az öreg király egy függöny mögött mosolyogva figyeli ezt a vívódást.
Másnap reggel Ahmedre nyilvános lefejezés vár. Abu az utolsó pillanatokban érkezik meg, először nyíllal lelövi a hóhért, hogy Ahmed kiszabadulhasson, majd amikor Dzsaffar menekülni akar a repülő lovon, Dzsaffart lövi le (ennek hatására a repülő ló a darabjaira hull).
Ahmed visszakapja a hatalmát a népe fölött, a hercegnő pedig a felesége lesz. Abu díszes, de számára kényelmetlen ruhát kap, és amikor meghallja, hogy Ahmed őt iskolába akarja járatni, inkább meglóg és a további kalandokat választja.
|  | Itt a vége a cselekmény részletezésének! |

## Szereplők
| Szereplő          | Színész        | Magyar hang     |
| ----------------- | -------------- | --------------- |
| Abu               | Sabu           | Fazekas István  |
| Dzsaffar (Jaffar) | Conrad Veidt   | Tordy Géza      |
| Hercegnő          | June Duprez    | Káldi Nóra      |
| Ahmed             | John Justin    | Hegedűs D. Géza |
| Dzsinn            | Rex Ingram     | Inke László     |
| Szultán           | Miles Malleson | Képessy József  |
| Öreg király       | Morton Selten  | Kőmíves Sándor  |
| Halima            | Mary Morris    | Tordai Teri     |
| Nagykereskedő     | Bruce Winston  | Horváth Gyula   |
| Csillagjós        | Hay Petrie     | Kenderesi Tibor |
| Börtönőr          | Roy Emerton    | ?               |
| Énekes            | Adelaide Hall  | ?               |
| Mesélő            | Allan Jeayes   | ?               |

## Párbeszéd a filmben
(többször elhangzik)
– Miért jöttél ide?

– Hogy megtaláljalak.

– Mióta keresel?

– Az idők kezdete óta.

– Most, hogy megtaláltál, meddig fogsz maradni?

– Az idők végezetéig.

## Hatásai
A Piatnik játékgyár a film ötlete alapján társasjátékot tervezett.